# Jules Goux
Jules Goux (ur. 6 kwietnia 1885 roku w Valentigney, zm. 6 marca 1965 roku w Mirmande) – francuski kierowca wyścigowy.

## Kariera
Goux rozpoczął karierę w wyścigach samochodowych na początku XX wieku. Pierwszy jego sukcesem było zwycięstwo w Copa Catalunya w Barcelonie w 1908 roku. Sukces ten powtórzył w kolejnych dwóch sezonach, a także wygrał Coppa Madonie w 1909 roku, Coupe de Normandie 1910 oraz Koop van Oostende 1911. Po tych zwycięstwach znalazł zatrudnienie w fabrycznym zespole Peugeota, a którym wygrał Sarthe Cup na torze Circuit de la Sarthe w 1912 roku. W kolejnym sezonie wyjechał do Stanów Zjednoczonych, gdzie startował w mistrzostwach AAA Championship Car oraz towarzyszącym im słynnym wyścigu Indianapolis 500. w pierwszym sezonie startów, w 1913 roku, odniósł zwycięstwo w Indianapolis 500, stając się pierwszym Europejczykiem, który tego dokonał. W mistrzostwach AAA z dorobkiem tysiąca punktów został sklasyfikowany n drugiej pozycji w klasyfikacji generalnej. Rok później ukończył sezon na 22 miejscu. W czasie I wojny światowej powrócił do Francji, gdzie służył w armii. Po wojnie, w 1919 roku stanął na najniższym stopniu podium Indy 500, plasując się mistrzostwach na dwunastym miejscu. W kolejnych latach nie dojeżdżał do mety.
W 1921 roku wznowił startu w Europie, korzystając z samochodu skonstruowanego przez Ballot. W 1921 roku odniósł zwycięstwo w Grand Prix Włoch, a w Grand Prix Francji był trzeci. Do 1926 roku Francuz startował w wybranych wyścigach. W sezonie 1926 został kierowcą Bugatti w Mistrzostwach Świata Konstruktorów AIACR i w znacznej mierze przyczynił się do zwycięstwa tego konstruktora w mistrzostwach. Wygrał wyścigi Grand Prix Francji oraz Grand Prix San Sebastián, zaliczane do klasyfikacji mistrzostw.